# Challenger de Burnie 2015
El McDonald’s Burnie International 2015 fue un torneo de tenis profesional jugado en canchas duras. Fue la decimotercera edición del torneo que fue parte de la ATP Challenger Tour 2015. Tuvo lugar en Burnie, Australia, entre el 2 y el 8 de febrero de 2015.

## Jugadores participantes del cuadro de individuales

### Cabezas de serie
| Favorito | País                      | Jugador          | Rank1 | Posición en el torneo |
| -------- | ------------------------- | ---------------- | ----- | --------------------- |
| 1        | Bandera de Australia      | James Duckworth  | 119   | Segunda ronda         |
| 2        | Bandera de Japón          | Yuichi Sugita    | 135   | Primera ronda         |
| 3        | Bandera de la India       | Somdev Devvarman | 139   | Primera ronda         |
| 4        | Bandera de Japón          | Hiroki Moriya    | 146   | Primera ronda         |
| 5        | Bandera de Estados Unidos | Bradley Klahn    | 150   | Primera ronda         |
| 6        | Bandera de Australia      | John Millman     | 151   | Primera ronda         |
| 7        | Bandera de Australia      | Luke Saville     | 164   | Primera ronda         |
| 8        | Bandera de Corea del Sur  | Hyeon Chung      | 169   | CAMPEÓN               |

- 1 Se ha tomado en cuenta el ranking del 12 de enero de 2015.

### Otros participantes
Los siguientes jugadores recibieron una invitación, por lo tanto ingresan directamente al cuadro principal (WC):
- Harry Bourchier
- Maverick Banes
- Omar Jasika
- Mitchell Krueger

Los siguientes jugadores ingresan al cuadro principal tras disputar el cuadro clasificatorio (Q):
- Stefanos Tsitsipas
- Finn Tearney
- Christopher O'Connell
- Andrew Whittington

## Campeones

### Individual Masculino
Challenger de Burnie 2015 (individual masculino)
- Chung Hyeon derrotó en la final a  Alex Bolt por 6–2, 7–5

### Dobles Masculino
Challenger de Burnie 2015 (dobles masculino)
- Carsten Ball /  Matt Reid derrotaron en la final a  Radu Albot /  Matthew Ebden por 7–5, 6–4